# 矢野聖人
矢野 聖人（やの まさと、1991年〈平成3年〉12月16日 - ）は、日本の俳優。東京都東久留米市出身。ホリプロ所属。

## 略歴
小学生時代には東映撮影所の中にあった養成所「東映アカデミー」に通っており、2001年に放送された『仮面ライダーアギト』に子役として出演していた。
高校在学中から雑誌の読者モデルとして活動。高校卒業後、飲食店でアルバイトをしていたところ雑誌をみたホリプロからオーディションを勧められる。
2010年、ホリプロ創業50周年記念事業、蜷川幸雄演出の舞台『身毒丸』主演オーディションでグランプリを受賞。同年、テレビドラマ『GOLD』で俳優デビュー。
2023年、スーパー戦隊シリーズ『王様戦隊キングオージャー』にて、シュゴッダムの国王・ラクレス・ハスティー / オオクワガタオージャー役でレギュラー出演した。

## 人物
趣味はダーツ、ボウリング。特技はダンス。演じてみたい役は『花より男子』の花沢類。子供のころは『重甲ビーファイター』や『電磁戦隊メガレンジャー』にハマっていた。

## 出演

### テレビドラマ
- GOLD（2010年7月8日 - 9月16日、フジテレビ） - 早乙女廉 役[11]
- リーガル・ハイ シリーズ（フジテレビ） - 井手孝雄 役
  - リーガル・ハイ（2012年4月17日 - 6月26日）
  - リーガル・ハイ スペシャル（2013年4月13日）
  - リーガルハイ 第1話・最終話（2013年10月9日・12月18日）
  - リーガルハイ・スペシャル（2014年11月22日）
- GTO シリーズ（関西テレビ・フジテレビ） - 勅使川原優 役
  - GTO（2012年7月3日 - 9月11日）
  - GTO 秋も鬼暴れスペシャル（2012年10月2日）
  - GTO 完結編 〜さらば鬼塚! 卒業スペシャル〜（2013年4月2日）
- 終電バイバイ 第1夜「立川駅」（2013年1月15日、TBS） - 大森 役
- ショムニ2013 第7話（2013年8月28日、フジテレビ） - 四葉光聖 役
- BORDER 警視庁捜査一課殺人犯捜査第4係 第7話（2014年5月22日、テレビ朝日） - 宇田川圭介 役
- ホワイト・ラボ〜警視庁特別科学捜査班〜 第7話（2014年5月26日、TBS） - 椎名卓馬 役
- 4夜連続ドラマスペシャル・恋の合宿免許っ!（2014年12月23日 - 26日、フジテレビ） - 永野ひかる 役
- 問題のあるレストラン 第8話（2015年3月5日、フジテレビ） - 几恭平 役
- アイムホーム 第1話・第2話、第6話、第9話（2015年4月16日・23日、5月21日、6月11日、テレビ朝日） - 戸倉信吾 役
- ドS刑事 第8話（2015年5月30日、日本テレビ） - 小山田彰 役
- 監獄学園-プリズンスクール-（2015年10月26日 - 12月21日、MBS / 10月28日 - 12月23日、TBS） - シンゴ（若本真吾） 役[12]
- サムライせんせい 第3話（2015年11月6日、テレビ朝日） - 相馬聖太郎 役
- よろず屋ジョニー（2015年11月20日 - 12月18日、フジテレビTWO） - 主演・ジョニー 役[13]
- 連続ドラマW カッコウの卵は誰のもの 第1話・第2話（2016年3月27日・4月3日、WOWOW） - 川西翔太 役
- 連続テレビ小説 とと姉ちゃん 第129話 - 第142話（2016年8月31日 - 9月15日、NHK） - 酒井秀樹 役[14]
- 神の舌を持つ男 第9話・最終話（2016年9月2日・9日、TBS） - 若葉悟 役
- IQ246〜華麗なる事件簿〜（2016年10月16日 - 12月18日、TBS） - 足利尊氏 役
- 怪獣倶楽部〜空想特撮青春記〜（2017年6月5日 - 26日、MBS / 6月7日 - 28日、TBS） - シンゴ 役[15]
- 悦ちゃん〜昭和駄目パパ恋物語〜 第2回 - 最終回（2017年7月22日 - 9月16日、NHK総合） - 日下部一郎 役
- 浅田次郎 プリズンホテル（2017年10月7日 - 12月16日、BSジャパン） - 新井拓也 役
- 相棒 season16 第13話・第14話（2018年1月24日・31日、テレビ朝日） - 常盤臣吾 役
- WOWOW映画の日特別ドラマ NO MOVIE,NO LIFE 第一幕（2018年2月10日、WOWOW） - 墨田 役
- ドラマ特別企画「がん消滅の罠〜完全寛解の謎〜」（2018年4月2日、TBS） - 里中 役
- デイジー・ラック（2018年4月20日 - 6月22日、NHK総合） - 津幡章生 役[16]
- やれたかも委員会 エピソード7「カラオケボックス編」（2018年6月11日、MBS / 6月13日、TBS） - 谷戸啓介 役[17]
- 極道めし 第4話（2018年8月4日、BSジャパン） - 強盗犯 役
- 激レアさんを連れてきた。 ドラマシアター激アツ!! ヤンキーサッカー部（2018年9月21日・28日、テレビ朝日） - トガ 役[18]
- 深夜のダメ恋図鑑 第1夜（2018年10月7日、ABCテレビ・テレビ朝日） - 桐谷 役
- メゾン・ド・ポリス 第3話（2019年1月25日、TBS） - 瀬戸俊樹 役
- ラジエーションハウス シリーズ（フジテレビ） - 悠木倫 役
  - ラジエーションハウス〜放射線科の診断レポート〜（2019年4月8日 - 6月17日）[19]
  - ラジエーションハウス〜放射線科の診断レポート『特別編』〜旅立ち〜（2019年6月24日）
  - ラジエーションハウスII〜放射線科の診断レポート〜（2021年10月4日 - 12月13日）[20]
  - ラジエーションハウスII〜放射線科の診断レポート〜 特別編（2021年12月20日）
- シャーロック 第4話（2019年10月28日、フジテレビ） - 梶山裕太 役[21]
- 探偵が早すぎる スペシャル（2019年12月13日・20日、読売テレビ・日本テレビ） - 加藤茶乃助 役[22]
- 大河ドラマ（NHK）
  - 麒麟がくる 第2回（2020年1月26日） - 土岐頼純 役[23][24]
  - べらぼう〜蔦重栄華乃夢噺〜 第16回・第27回・第28回（2025年4月20日・7月13日・27日） - 丈右衛門 役[25]
- パパがも一度恋をした 第6話（2020年3月7日、東海テレビ・フジテレビ） - 勝彦 役[26]
- 有村架純の撮休 第2話「女ともだち」（2020年3月28日、WOWOW） - 吉山涼介 役
- 未解決の女 警視庁文書捜査官 season2 第5話（2020年9月3日、テレビ朝日） - 河本直也 役[27]
- 俺たちはあぶなくない〜クールにさぼる刑事たち（2020年9月18日 - 11月6日、MBS） - 月賀梨男 役[28]
- 6 from HiGH&LOW THE WORST（2020年11月20日 - 12月25日、日本テレビ） - 前川新太 役[29]
- 4つの不思議なストーリー〜超常ミステリードラマSP「最後の買い物」（2020年12月26日、フジテレビ） - 村上孝之 役[30][31]
- SUPER RICH 第5話 - 第7話・最終話（2021年11月11日 - 25日・12月23日、フジテレビ） - 森ノ宮大吾 役[32]
- 太平洋戦争80年・特集ドラマ 倫敦ノ山本五十六（2021年12月30日、NHK総合 / 2022年8月1日、NHK BSプレミアム・NHK BS4K） - 須藤泉 役
- WOWOWオリジナルドラマ 薄桜鬼（2022年1月7日 - 3月11日、WOWOW） - 斎藤一 役[33]
- 特捜9 season5 第1話 - 第3話・最終話（2022年4月6日 - 20日・6月22日、テレビ朝日） - 三島 役
- 4K時代劇スペシャル 無用庵隠居修行6（2022年9月20日、BS朝日） - 松平定行 役
- 連続ドラマW シャイロックの子供たち（2022年10月9日 - 11月6日、WOWOW） - 三木哲夫 役[34]
- 親友は悪女（2023年1月8日 - 3月26日、BSテレビ東京） - 橋井翼 役[35]
- 王様戦隊キングオージャー（2023年3月5日 - 2024年2月25日、テレビ朝日） - ラクレス・ハスティー / オオクワガタオージャー 役[36]
- 正義の天秤 Season2 第2話（2023年5月13日、NHK総合） - 泉駿介 役
- 転職の魔王様 第6話（2023年8月21日、関西テレビ・フジテレビ） - 下館 役
- トーキョーカモフラージュアワー 第1話（2025年1月19日、テレビ朝日 / 1月20日、ABCテレビ） - 駒沢 役[37]
- Dr.アシュラ 第10話（2025年6月18日、フジテレビ） - 佐藤健太 役[38]

### 映画
- もし高校野球の女子マネージャーがドラッカーの『マネジメント』を読んだら（2011年6月4日、東宝） - 朽木文明 役
- 天国からのエール（2011年10月1日、アスミック・エース） - 真喜志ユウヤ 役[39]
- サクラサク（2014年4月5日、東映） - 大崎大介 役
- ふしぎな岬の物語（2014年10月11日、東映） - 中山健 役
- 最後の命（2014年11月8日、ティ・ジョイ） - 冴木裕一 役[40][41]
- でーれーガールズ（2015年2月21日、メ〜テレ） - ヒデホ 役
- エイプリルフールズ（2015年4月1日、東宝） - 梅田 役
- イニシエーション・ラブ（2015年5月23日、東宝） - 北原鉄平 役
- 闇金ウシジマくん Part3（2016年9月22日、S・D・P） - 獏木 役
- 空飛ぶタイヤ（2018年6月15日、松竹） - 北村信彦 役
- ボクはボク、クジラはクジラで、泳いでいる。（2018年11月3日、キュリオスコープ） - 主演・鯨井太一 役[42][43]
- こんな夜更けにバナナかよ 愛しき実話（2018年12月28日、松竹） - 城之内充 役
- 引っ越し大名!（2019年8月30日、松竹） - 戸田采女 役[44]
- HiGH&LOW THE WORST（2019年10月4日、松竹） - 前川新太 役
- カイジ ファイナルゲーム（2020年1月10日、東宝） - ホスト王 役
- 鳩の撃退法（2021年8月27日、松竹） - 岩永 役[45]
- 浜の朝日の嘘つきどもと（2021年9月10日、ポニーキャニオン） - 茉莉子先生の彼氏 役
- 燃えよ剣（2021年10月15日、東宝 / アスミック・エース） - 荒木田左馬之助 役
- 信虎（2021年11月12日、彩プロ） - 黒川新助 役
- 劇場版 ラジエーションハウス（2022年4月29日、東宝） - 悠木倫 役[46]
- 車軸（2023年11月17日、CHIPANGU / エレファントハウス） - 主演・潤 役[47]

#### 配信映画
- Broken Rage（2025年2月14日配信、Amazon Prime Video） - 半グレの大黒 役[48][49]

### 配信ドラマ
- 民王番外編 秘書貝原と6人の怪しい客（2016年4月23日 - 5月28日、ビデオパス・テレ朝動画） - 鶴田航 役[50]
- 僕だけがいない街（2017年12月15日配信開始、Netflix） - 白鳥潤 役
- 48日後に結婚します。（2021年5月13日配信開始、Amazon Prime Video / 5月13日 - 6月30日、YouTube・Instagram・TikTok・新浪微博・bilibili・抖音） - エイジ 役[51]
- 恋愛ドラマな恋がしたい〜Kiss me like a princess〜 act.1（2022年5月15日、ABEMA） - 姫野みすずの元彼 役（サプライズ出演）[52]
- 王様戦隊キングオージャー ラクレス王の秘密（2023年4月23日 - 7月16日、YouTube） - 主演・ラクレス・ハスティー / オオクワガタオージャー 役[53]
- PICU〜小児集中治療室〜スピンオフ（2024年4月1日、FOD）[54]

### ラジオドラマ
- FMシアター「タッグ」（2016年8月27日、NHK-FM） - 野崎健 役

### 舞台
- 身毒丸（2011年8月26日 - 9月6日、天王洲 銀河劇場 / 9月10日 - 12日、梅田芸術劇場 シアター・ドラマシティ / 9月17日・18日、愛知県芸術劇場 大ホール） - 主演・身毒丸 役[55]
- 彩の国シェイクスピア・シリーズ 第27弾『ヘンリー四世』（2013年4月17日 - 5月2日、彩の国さいたま芸術劇場 大ホール / 5月7日 - 12日、梅田芸術劇場 シアター・ドラマシティ / 5月17日 - 19日、キャナルシティ劇場 / 5月24日 - 26日、穂の国とよはし芸術劇場PLAT 主ホール） - ランカスター公ジョン 役[注釈 1][56]
- NINAGAWA×SHAKESPEARE LEGEND Ⅰ『ロミオとジュリエット』（2014年8月7日 - 24日、彩の国さいたま芸術劇場 小ホール） - マキューシオ 役[57]
- 王様戦隊キングオージャー ファイナルライブツアー2024（2024年3月31日、静岡市民文化会館 / 4月7日、札幌文化芸術劇場 hitaru / 4月14日、仙台サンプラザホール / 4月21日、新潟県民会館 / 4月27日・28日、Niterra日本特殊陶業市民会館 / 5月11日、広島文化学園HBGホール / 5月12日、福岡サンパレス / 5月18日・19日、オリックス劇場） - ラクレス・ハスティー / オオクワガタオージャー 役[58]

### オリジナルビデオ
- 王様戦隊キングオージャーVSドンブラザーズ（2024年10月9日発売） - ラクレス・ハスティー 役[59]

### バラエティ番組
- 痛快TV スカッとジャパン（フジテレビ）
  - 「後輩をツブす上司」（2015年6月22日） - 竹内明 役
  - 《日本企業 独自取材「ジェットスター」④》「23時までに着陸できるか…ピンチからの大逆転」（2021年11月22日） - 副操縦士 高村 役

### ウェブ配信
- 矢野聖人 ひとりLINE LIVE→今矢野(こんやの)乾杯LIVE（2016年12月15日 - 、LINE LIVE→矢野聖人公式Instagram ライブ配信）
- 恋愛ドラマな恋がしたい〜Kiss to survive〜（2019年8月10日 - 10月26日、AbemaTV） - スタジオMC[60]

### CM
- SBI証券「農林中金＜パートナーズ＞おおぶね」シリーズ 「世界経済への航路」篇（2020年4月6日 - ）[61]

### MV
- Zeebra「Young Soldier」（2013年11月20日）

### 玩具
- 王様戦隊キングオージャー MEMORIALIZE DATA CARD（2024年12月23日）
- 王様戦隊キングオージャー MEMORIALIZE DATA CARD スズメ・ディボウスキ&ラクレス・ハスティー、デボニカ&ギラ・ハスティー セット（2025年1月16日）
- 王様戦隊キングオージャー オージャカリバーZERO -MEMORIAL EDITION-（2025年1月29日）

## 書籍

### 雑誌
- smart（2010年5月 - 、宝島社）レギュラーモデル

### 写真集
- YANO MASATO BOOK（2011年10月8日、宝島社）ISBN 978-4-7966-8658-7
- TONE（2024年3月15日、東京ニュース通信社）ISBN 978-4-8670-1789-0